# Hermúpolis
Hermúpolis o Ermúpoli (grec: Ερμούπολη, grec antic: Ἑρμούπολις, 'la ciutat d'Hermes') és una ciutat de Grècia, capital i principal ciutat de l'illa de Siros i de la perifèria de l'Egeu Meridional. És la major de les ciutats de les illes Cíclades, i és un dels ports més actius de la mar Egea.

## Història
El 1822 van arribar-hi refugiats de les illes d'Àsia Menor, Quios, Kasos, Psara i Creta, víctimes de les massacres que havia desencadenat la flota turca en aquestes regions durant la revolució grega. L'existència de catòlics a Siros havia posat l'illa sota la protecció de les grans potències occidentals de l'època; per tant, els refugiats van anar a aquesta illa per a buscar seguretat. En un principi s'havien assentat a l'illa de Tinos uns 30.000 refugiats, però van ser ubicats provisionalment en cabanes a Ano Syros, un poblet proper a Siros. El govern grec havia planejat reubicar-los en altres parts, però finalment no ho va fer i els refugiats van romandre a Siros.
El nom de la ciutat es va decidir en un concili celebrat el 1823 pels primers pobladors de la ciutat, que la van anomenar Ermúpoli (Ερμούπολη, 'la ciutat d'Hermes') en honor de l'antic déu del comerç, Hermes. En aquest mateix any, els refugiats van construir una església al voltant de la qual es va edificar Hermúpolis, i actualment és la catedral dels habitants ortodoxos de Siros.
Segons el cens de 1828, la ciutat tenia 13.805 habitants.
El 1833, es va construir el primer gimnàs públic gratuït de Grècia i en fou director Neophytos Vamva (Νεόφυτο Βάμβα). Anys després, Elevthérios Venizelos es va graduar a l'escola secundària de Siros, es fundà la primera fàbrica d'adobs i es va construir la ciutat portuària.
Durant els primers anys de l'estat grec, la majoria dels vaixells estrangers atracaven només a Siros', des d'on sortien les mercaderies cap a la resta de Grècia, Rússia i països de l'Est. La participació de la comunitat catòlica en el desenvolupament urbà era molt limitada: el 1879 representava l'1,7% de la població, el 1907 el 3,1%, el 1928 el 6,4%, mentre que el 1961 era del 7,3%.
Entre 1840 i 1880 Ermúpoli va créixer ràpidament i es va convertir en una ciutat marítima cosmopolita que va permetre el desenvolupament de la burgesia. El 1856 era la segona ciutat més poblada de Grècia, després d'Atenes.
El 1844 el Banc Nacional de Grècia va establir la seva primera sucursal a Ermúpoli.
El 1848 es va construir el prestigiós barri de Vaporia (Τα Bαπόρια) i l'església de Sant Nicolau (Αγίου Νικολάου).
El 1864 s'inaugurà el Teatre Apol·lo (Απόλλων). És obra de l'arquitecte italià Pietro Sampo.
L'imponent ajuntament va ser construït per Ernst Ziller el 1876-1891.
En febrer de 1879 es va crear a Ermúpoli el primer sindicat de Grècia.
El 1880, per decisió del municipi de Siros, es va erigir el primer monument a Grècia del soldat desconegut de la guerra de 1821.
Ermúpoli va començar a declinar a partir del 1880 per la pujada del port del Pireu, on es començava a realitzar la major part del comerç.
A partir de mitjans del segle xix, es va crear una gran zona industrial a la costa de Siros. El 1928 augmentà breument de població per l'arribada de 3.032 refugiats d'Àsia Menor. Des de llavors ha experimentat una disminució gradual de la població: 1928-1949: 11,6%. 1940-1951: 10,3%, 1951-1961: 15,1%. Les causes d'aquest declivi són la caiguda del negoci de càrrega, la desaparició de la navegació a vela, la interrupció de les relacions comercials amb la mar Negra, Àsia Menor i Grècia continental. Recentment la seva economia ha estat àmpliament millorada, com la indústria de serveis.

## Clima
El clima és mediterrani. La classificació climàtica de Köppen és Csa. La temperatura mitjana anual a Ermúpoli és de 18 °C.
| Mesos                  | gen    | feb    | mar    | abr    | mai    | jun    | jul    | ago    | set    | oct    | nov    | des    | any    |
| ---------------------- | ------ | ------ | ------ | ------ | ------ | ------ | ------ | ------ | ------ | ------ | ------ | ------ | ------ |
| Mitjana de les màximes | 13,9°C | 14,3°C | 15,7°C | 19,5°C | 23,3°C | 26,9°C | 28,7°C | 28,6°C | 26,1°C | 23,3°C | 19,2°C | 15,9°C | 21,2°C |
| Mitjana de les mínimes | 9,1°C  | 9,1°C  | 10,0°C | 12,8°C | 16,3°C | 20,2°C | 22,7°C | 22,6°C | 20,2°C | 17,1°C | 13,9°C | 11,0°C | 15,4°C |
| Pluja                  | 74mm   | 55mm   | 48mm   | 21mm   | 12mm   | 3mm    | 1mm    | 1mm    | 8mm    | 42mm   | 54mm   | 55mm   | 374mm  |

## Ciutats agermanades
- El Puerto de Santa María (estat espanyol).

## Fills i filles de la ciutat
- Emmanouil Benakis (1843–1929), comerciant i polític
- Olga Broumas (1949), poeta i traductora
- Manos Eleftheriou, líric
- Stelios Mainas (1957), actor
- Emmanuel Rhoides (1836–1904), escriptor i periodista
- Georgios Souris, poeta
- Markos Vamvakaris (1905–1972), músic rebétiko
- Demetrius Vikelas (1835–1908), negociant, escriptor i primer president del Comité Olímpic Internacional